# Antonio Stoppani
Antonio Stoppani (24. srpna 1824 Lecco – 1. ledna 1891 Milán) byl italský geovědec a jeden ze zakladatelů italského geologického výzkumu.

## Život
Antonio Stoppani se údajně v mladém věku účastnil pětidenního povstání proti rakouské okupaci Milána (Pět dnů, 18.–22. března 1848). V roce 1848 byl vysvěcen na kněze.
Od roku 1861 Stoppani vyučoval jako profesor na univerzitě v Pavii, od roku 1862 jako profesor na polytechnice v Miláně. Zaměřil se na geologii a paleontologii Lombardie a období triasu. Zdůraznil strukturální jednotu lombardských a švýcarských Alp. Vedl první systematické vykopávky fosílií v Monte San Giorgio v roce 1863 pro Società Italiana di Scienze Naturali. S Edouardem Desorem studoval lombardskou jezerní krajinu. Přitom byla objevena prehistorická sídliště v Brianze a na Isella del lago di Annone. Jeho systematické studium Rétských Alp ho také mezinárodně proslavilo. Již v roce 1873 Antonio Stoppani pojmenoval nový věk „anthropozoická éra“ nebo „anthropozoikum“, čímž předjal koncept antropocénu jako nového geologického období, které je rozhodujícím způsobem formováno lidskou činností.
V letech 1878 až 1883 Stoppani učil na Florenské univerzitě Regio Istituto di Studî superiori, pak se vrátil na Milánskou polytechniku, kde také převzal vedení přírodovědného muzea Museo Civico di Storia Naturale di Milano po Emiliu Cornaliaovi. Od roku 1875 byl členem akademie Accademia dei Lincei v Římě, v roce 1881 se stal členem florentské Accademia della Crusca a roku 1883 německé Leopoldiny. Jeho popularizační kniha Il Bel Paese (Krásná země) z roku 1876 obsahuje řadu příběhů a esejů o geologii Itálie a formaci a kráse italské krajiny. Kniha se stala v Itálii bestsellerem a významně tam popularizovala geologii.
Stoppani byl prastrýc Marie Montessoriové z matčiny strany.